# Lista de viagens presidenciais de Hassan Rouhani
Esta é uma lista das viagens presidenciais internacionais realizadas por Hassan Rouhani, o 7º e atual Presidente do Irã. Até dezembro de 2016, Rouhani havia realizado 31 viagens presidenciais a mais de 20 nações diferentes desde sua posse em 3 de agosto de 2013.

## Viagens por país

Países visitados por Hassan Rouhani (2013-2017).

| Número de visitas | País |
| ----------------- | --- |
| 1 visita          | Afeganistão, Armênia, China, Cuba, França, Indonésia, Itália, Malásia, Paquistão, Suíça, Tailândia, Turcomenistão, Venezuela e Vietnã |
| 2 visitas         | Azerbeijão, Cazaquistão, Quirguistão, Rússia e Turquia                                                                                |
| 4 visitas         | Estados Unidos |

## 2013
| País          | Cidade/Região | Período           | Anfitrião          | Detalhes |
| ------------- | ------------- | ----------------- | ------------------ | --- |
| Quirguistão   | Bishkek       | 12-13 de setembro | Almazbek Atambayev | A viagem oficial ao Quirguistão foi a primeira da presidência de Rouhani. O presidente iraniano compareceu à cúpula da Organização para Cooperação de Xangai em 13 de setembro, defendendo o desarmamento e a não-proliferação de armas nucleares como meios de se alcançar a paz mundial e reiterando seu compromisso com o Tratado de Não Proliferação. Paralelamente, Rouhani reuniu-se bilateralmente com Vladimir Putin, Hamid Karzai, Emomali Rahmon e Xi Jinping. |
| Nações Unidas | Nova Iorque   | 23-28 de setembro | Ban Ki-moon        | Rouhani participou da 68ª Sessão da Assembleia Geral das Nações Unidas na sede da organização em Nova Iorque e discursou em cimeira do Movimento Não Alinhado. Paralelamente, Rouhani reuniu-se bilateralmente com François Hollande, Abdullah Gul, Moncef Marzouki, Mariano Rajoy e Enrico Letta, entre outros líderes estrangeiros. A viagem previa ainda uma reunião bilateral com o Presidente estadunidense Barack Obama, que acabou sendo cancelada por vontade expressa de ambos os líderes. No encerramento da viagem, Rouhani discursou na sede do Council on Foreign Relations. |

## 2014
| País          | Cidade/Região | Período           | Anfitrião               | Detalhes |
| ------------- | ------------- | ----------------- | ----------------------- | --- |
| Suíça         | Davos         | 22-24 de janeiro  |                         | Rouhani inaugurou suas viagens ao continente europeu no Fórum Econômico Mundial de Davos. Em seguida, foi recebido pelo Membro do Conselho Federal Suíço Didier Burkhalter para discussão de temas de interesse mútuo e questões globais, e também reuniu-se com o Primeiro-ministro neerlandês Mark Rutte, que expressou seu desejo em ampliar as relações econômicas e estratégicas entre os dois países. Em reunião paralela ao encontro mundial, Rouhani convidou companhias estrangeiras a investirem no mercado petrolífero iraniano. |
| Omã           | Muscat        | 11-13 de março    | Qaboos bin Said Al Said | Em sua viagem oficial de dois dias pelo Oriente Médio, Rouhani visitou Omã e foi recebido pelo Sultão Qaboos bin Said Al Said para discutir temas relativos ao desenvolvimento econômico da região. Os dois líderes debateram também cooperação mútua em energia, navegações, mercado financeiro e meio ambiente. Rouhani destacou que as tensões no Oriente Médio poderiam ser resolvidas "através de diálogo". |
| Afeganistão   | Cabul         | 27 de março       | Hamid Karzai            | Rouhani visitou o Afeganistão para participar do Noruz com outros líderes de países persas. Durante encontro com o Presidente Hamid Karzai, o presidente iraniano destacou a necessidade de uma retirada completa de forças estrangeiras da região como forma de desenvolvimento político do país. Os dois líderes comprometeram-se a cooperar contra o terrorismo e extremismo religioso em seus países. |
| China         | Pequim Xangai | 20-22 de maio     | Xi Jinping              | Rouhani viajou a China para comparecer à Conferência de Interação e Confidência de Medidas Construtivas na Ásia (CICA), afirmando que sua presença no evento seria de grande significância para restauração da paz e estabilidade política na região. Na abertura da cimeira, Rouhani discursou sobre a cooperação entre os países membros como fator importante na economia globalizada. Paralelamente, reuniu-se com Vladimir Putin e Xi Jiping, entre outros líderes estrangeiros.                                                       |
| Turquia       | Ancara        | 9-11 de junho     | Abdullah Gül            | |
| Cazaquistão   | Astana        | 8-10 de setembro  | Nursultan Nazarbayev    | Rouhani liderou uma grande delegação de especialistas políticos, incluindo diversos ministros de Estado, em sua visita ao Cazaquistão. O presidente iraniano afirmou que o Cazaquistão é um dos mais importantes parceiros comerciais e políticos do Irã, destacando os laços dos dois países em economia, ciência e tecnologia. Em reunião com o Presidente Nursultan Nazarbayev, assinou diversos acordos de cooperação em transportes, exportações e indústria.                                                                          |
| Tajiquistão   | Dushanbe      | 10-13 de setembro | Emomali Rahmon          | Rouhani participou da cimeira da Organização para Cooperação de Xangai. Em seguida, reuniu-se com o Presidente russo Vladimir Putin, com quem debateu a situação do programa nuclear iraniano após o Plano de Ação Conjunto Global. |
| Nações Unidas | Nova Iorque   | 22-28 de setembro | Ban Ki-moon             | Rouhani compareceu à 69ª Assembleia Geral das Nações Unidas, onde discursou sobre o impacto das mudanças climáticas. |
| Rússia        | Astrakhan     | 28-30 de setembro | Vladimir Putin          | Rouhani participou da Cúpula dos Estados do Mar Cáspio. |
| Azerbaijão    | Baku          | 12-13 de novembro |                         | |

## 2015
| País           | Cidade/Região | Período           | Anfitrião                 | Detalhes |
| -------------- | ------------- | ----------------- | ------------------------- | --- |
| Turquemenistão | Ashgabat      | 10-11 de março    | Gurbanguly Berdimuhamedow | Rouhani visitou a região nordeste do país vizinho acompanhado de uma ampla delegação de especialistas em economia, política e cultura. Em Ashgabat, participou de um jantar de Estado em sua homenagem oferecido pelo presidente Gurbanguly Berdimuhamedow. Posteriormente, os dois líderes reuniram-se para debater questões regionais e firmaram 17 acordos de cooperação bilateral. |
| Indonésia      | Jacarta       | 21-23 de abril    | Joko Widodo               | Rouhani visitou Jacarta para participar das comemorações do 60º aniversário da Conferência de Bandung. Em seu discurso, o presidente iraniano enfatizou a necessidade de cooperação internacional para combate ao terrorismo e extremismo religioso. Posteriormente, reuniu-se com o Presidente indonésio Joko Widodo, que também destacou os laços políticos entre os dois países, e com o Primeiro-ministro japonês Shinzo Abe. Em encontro com intelectuais, Rouhani conclamou islâmicos de todo o mundo a manifestar-se contra grupos terroristas que "danificam a imagem do Islã". |
| Rússia         | Ufa           | 8-10 de julho     | Vladimir Putin            | Rouhani compereceu à Sétima cúpula do BRICS como líder de um dos países observadores do bloco. |
| Nações Unidas  | Nova Iorque   | 25-29 de setembro | Ban Ki-moon               | Rouhani participou da 70º Sessão da Assembleia Geral das Nações Unidas. |